# Mykola Bahrow

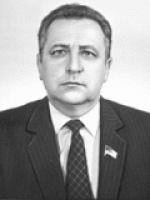
Mykola Bahrow

Mykola Wassyljowytsch Bahrow (ukrainisch Микола Васильович Багров; * 26. Oktober 1937 in Nowotrojizke, Oblast Cherson, Ukrainische SSR; † 21. April 2015 in Simferopol, Ukraine) war ein sowjetischer und ukrainischer Geograph, Politiker und Rektor der Taurischen Wernadskyj-Universität.

## Leben
Mykola Bahrow kam in der heutigen Siedlung städtischen Typs Nowotrojizke im Südosten der Oblast Cherson zur Welt.
Er absolvierte 1959 die naturgeographische Fakultät des Krimpädagogischen Instituts (der heutigen Taurischen Universität) in Simferopol. Von 1959 bis 1961 war er als Gymnasiallehrer für Geographie im Rajon Lenine auf der Krim tätig und von 1961 bis 1963 arbeitete er als Verfahrensingenieur am Institut für Bodenschätze der Akademie der Wissenschaften der Ukrainischen SSR in Simferopol.
1967 wurde er Kandidat der Geographischen Wissenschaften, 1969 außerordentlicher Professor am Institut für Wirtschaftsgeographie, 1994 Professor des Instituts für Wirtschafts- und Sozialgeographie und 2001 Doktor der Geographischen Wissenschaften. 2010 wurde er Mitglied der Nationalen Akademie der Wissenschaften der Ukraine. In den Jahren 1994 bis 1999 war er Vizerektor und kommissarischer Rektor der Universität Simferopol und von August 1999 bis Oktober 2014 war er deren Rektor.
Er starb 77-jährig nach langer schwerer Krankheit in Simferopol und wurde dort auf dem Friedhof Abdal-1 (Bezirk 120) beigesetzt.

### Politische Aktivitäten
Bahrow war von 1962 bis 1991 Mitglied der Kommunistischen Partei der Sowjetunion und zudem Mitglied der Kommunistischen Partei der Ukraine.
Er wurde 1978 Sekretär und war von 1985 an zweiter Sekretär des Krim-Zentralkomitees der Kommunistischen Partei.
Vom 31. März bis 19. Juni 1990 war er Kandidat des Politbüros der Kommunistischen Partei der Ukraine, in den Jahren 1990/91 Mitglied des Zentralkomitees der KPdSU und vom 15. Mai 1990 bis zum 10. Mai 1994 Abgeordneter der Werchowna Rada, dem ukrainischen Parlament.
Von März 1991 bis Mai 1994 war er der erste Parlamentsvorsitzende des Regionalparlaments der Autonomen Republik Krim.

## Ehrungen
Mykola Bahrow erhielt zahlreiche Ehrungen und Auszeichnungen. Darunter:
- 2007: Held der Ukraine[3]
- 2006: Ordre des Palmes Académiques[3]
- 2002: Orden des Fürsten Jaroslaw des Weisen 5. Klasse[3]
- 1999: Ukrainischer Verdienstorden 3. Klasse[3]
- 1981: Orden des Roten Banners der Arbeit[3]
- 1976: Ehrenzeichen der Sowjetunion[3]

Bahrow zu Ehren erhielt der Asteroid (5533) Bagrov sowie eine Höhle auf der oberen Hochebene des Tschatyr-Dag seinen Namen.